# Juntusrannan Kokkosuo
Juntusrannan Kokkosuo este o arie protejată (arie de protecție specială avifaunistică — SPA) din Finlanda întinsă pe o suprafață de 85 ha, integral pe uscat.

## Localizare
Centrul sitului Juntusrannan Kokkosuo este situat la coordonatele 65°12′46″N 29°26′35″E / 65.2128°N 29.4431°E.

## Înființare
Situl Juntusrannan Kokkosuo a fost declarat arie de protecție specială avifaunistică în august 1998 pentru a proteja 9 specii de animale.

## Biodiversitate
Situată în ecoregiunea boreală, aria protejată nu include niciun habitat protejat.
La baza desemnării sitului se află mai multe specii protejate de  păsări (9): rață sulițar (Anas acuta), bătăuș (Calidris pugnax), cocor (Grus grus), codobatura galbenă (Motacilla flava), ciocănitoare de munte (Picoides tridactylus), ploier auriu (Pluvialis apricaria), corcodel-cu-gât-roșu (Podiceps grisegena), fluierar negru (Tringa erythropus), fluierar de mlaștină (Tringa glareola).
Pe lângă speciile protejate, pe teritoriul sitului au mai fost identificate 1 specie de păsări.